# 久里濱

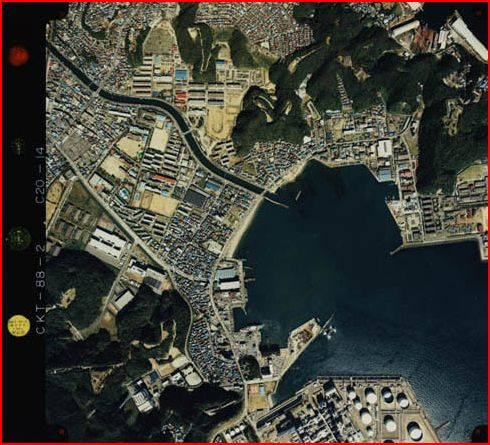

久里濱（日语：久里浜、くりはま）是日本神奈川縣橫須賀市東部的一個地名。其範圍狹義指橫須賀市久里濱，廣義包括明治大合併時誕生的三浦郡久里濱村。久里濱是馬休·佩里率領黑船來航時的登陸地點。2017年，久里濱有人口53,748人。

## 外部連結
- 久里浜観光協会公式ウェブサイト （页面存档备份，存于）
- 久里浜商店街 （页面存档备份，存于）
- . kotobank （日语）.